# 科爾多瓦 (新墨西哥州)
科爾多瓦（英語：Cordova）是位於美國新墨西哥州里奧阿里巴縣的普查規定居民點。

## 人口
根據2020年美國人口普查的數據，科爾多瓦的面積為4.31平方千米，皆為陸地。當地共有人口380人，而人口密度為每平方千米88.17人。